# Neighborhood Supastar Part 3
Neighborhood Supastar Part 3 — спільний альбом американських реперів Мессі Марва й Philthy Rich, виданий 28 червня 2011 р. лейблами Livewire Records та SMC Recordings. Реліз посів 8-му сходинку чарту Heatseekers Pacific. Мастеринг, зведення: TD Camp. Виконавчий продюсер: Philthy Rich. Попередні дві частини — сольні студійні роботи Philthy Rich.

## Список пісень
| №  | Назва                                                        | Тривалість |
| -- | ------------------------------------------------------------ | ---------- |
| 1  | «Let a Muthafucka Know»                                      | 3:08       |
| 2  | «Find a New Bitch» (з участю Lil Blood)                      | 3:59       |
| 3  | «Out the Way» (з участю Stevie Joe та Magnolia Chop)         | 4:37       |
| 4  | «The Mad That I'm Icy» (з участю Guce та Kafani)             | 5:28       |
| 5  | «Still Trip'n» (з участю Dem Hoodstarz)                      | 4:10       |
| 6  | «Can't Nobody Else» (з участю J. Stalin)                     | 4:34       |
| 7  | «Give Anything»                                              | 2:31       |
| 8  | «I Bet»                                                      | 2:47       |
| 9  | «If It's Funk» (з участю Lil Rue)                            | 3:46       |
| 10 | «Don't Move» (з участю V-White)                              | 4:05       |
| 11 | «Get This Paper» (з участю Glasses Malone та I-Rocc)         | 6:14       |
| 12 | «Try'n» (з участю Mistah F.A.B. та London)                   | 5:02       |
| 13 | «Project Nigga» (Remix) (з участю Rydah J. Klyde та Dubb 20) | 4:41       |